# 弗里茨·維特
弗里茨·维特（德語：Fritz Witt，1908年5月27日—1944年6月14日）是二战期间德国党卫军旅队领袖和少将。

## 生平
弗里茨·維特是一名推销员的儿子，曾在一家纺织公司从事销售工作多年。1931年6月失业后，他加入了国家社会民主党，并成为党卫军候选人（第21,518名）。他最初在柏林的党卫军参谋卫队服役，并于1934年晋升为党卫军中级突击队大队长，指挥親衛隊第1師第3连。
第二次世界大战期间，他参与了各项战争。1939年入侵波兰期间，维特被授予二级和一级铁十字勋章。1940年10月，他被授予骑士铁十字勋章。他被调往新的阿道夫·希特勒警卫旗队。1941年，他带着该标准参加了巴尔干半岛的行动，然后又参加了俄罗斯战役。1943年，他获得了阿道夫·希特勒在元首总部亲自颁发的橡叶骑士铁十字勋章。1943年6月晋升为党卫军中级突击队元首后，他成为新成立的党卫军第12装甲师“希特勒青年团”的师长。1944年，35岁的维特成为党卫队旅长和武装党卫军少将，是继阿道夫·加兰德之后第二年轻的将军军衔军官。
1944年6月，他指挥的武装党卫队希特勒青年师参加了对抗盟军在诺曼底登陆的战斗。在战斗中，该师在阿登修道院大屠杀中杀害了156名加拿大战俘。当维特发现此事后，他下令进行调查，并要求负责的党卫军大队长库尔特·迈尔提供书面报告。然而維特不久后便在战斗中身死，1944年6月14日卡昂战役期间，他位于卡昂维努瓦（Venoix）的总部遭到战列舰罗德尼号的猛烈炮火攻击，他在轰炸中身死。